# Giorgio Chiellini
Pour les articles homonymes, voir Chiellini.
Giorgio Barbello Chiellini, né le 14 août 1984 à Pise, est un footballeur international italien ayant évolué au poste de défenseur central, principalement à la Juventus.
Surnommé Brichiel, El Barbelino Chiello ou encore Re Giorgio, il est considéré comme l'un des meilleurs défenseurs de sa génération. Chiellini commence sa carrière de joueur professionnel en 2000 dans l'équipe de l'AS Livourne à l'âge de 16 ans. Après quatre saisons passées dans le club toscan et après avoir participé au retour du club en Serie A, il rejoint l'un des plus grands clubs italiens, la Juventus Football Club. Avant de porter le maillot bianconero, il passe un an en prêt à la Fiorentina où il s’illustre, ce qui lui permet d'être sélectionné avec l'équipe d'Italie. Le 11 mai 2022, après la défaite de la Juventus face à l'Inter Milan en Coupe d'Italie, Chiellini annonce officiellement qu'il quittera la Juve après 17 ans au club.
Formé au poste de défenseur latéral gauche à Livourne, il devient défenseur central à la demande de son entraîneur Didier Deschamps. Très convaincant à son nouveau poste, il ne le quittera quasiment plus et effectuera de grandes prestations. Il est le capitaine de l’équipe d’Italie qui remporte son deuxième titre européen le 11 juillet 2021 en finale face à l’Angleterre.

## Biographie

### Jeunesse et formation
Giorgio Chiellini naît à Pise, le 14 août 1984, mais grandit à Livourne avec son frère jumeau Claudio (qui devient son agent). Il est le fils de Fabio et Lucia Chiellini et a un autre frère Giulio et une sœur Silvia. 
Enfant, Giorgio apprécie le basket-ball. Il commence le football à l'âge de six ans dans l'équipe de jeunes de l'AS Livourne en tant que milieu de terrain. En grandissant, il passe ailier puis trouve finalement sa place en tant qu'arrière gauche à l'âge de treize ans. Chiellini effectue toute sa formation à Livourne, de 1990 à 2000. 

### Débuts à Livourne puis la Fiorentina (2000-2005)
Giorgio Chiellini fait ses débuts en professionnel au sein de l'AS Livourne en Serie C1 à l'âge seize 16 ans lors de la saison 2000-2001. Il dispute son premier match le 14 janvier 2001 contre l'Alexandrie Calcio lors de la 18e journée de championnat, puis y effectue deux autres apparitions.
La saison suivante, Chiellini joue cinq matchs avec l'équipe amaranto et participe à la remontée de l'équipe en Serie B, terminant à la première place du groupe A de Serie C1.
À l'été 2002, Giorgio Chiellini est signé en copropriété par l'AS Rome pour 3,1 millions d'euros (Marco Amelia fait le chemin inverse pour 2,8 millions d'euros). Cependant, il reste à Livourne et fait ses débuts en Coupe d'Italie en août. Il découvre la Serie B le 30 mars 2003 lors de la 28e journée contre le Venezia (1-1). Chiellini joue cinq autres matchs de championnat. Le club toscan termine à la 10e place.
Lors de la saison 2003-2004, Chiellini devient titulaire et inscrit son premier but professionnel contre Messine (3-0) durant la 2e journée de Serie B. Il joue 41 rencontres de championnat et marque trois autres buts à son poste d'arrière gauche. Le jeune défenseur est l'un des grands protagonistes de la promotion de Livourne en Serie A après plus d'un demi-siècle d'absence. En juin 2004, il est racheté entièrement pour 3 millions d'euros.
Convoité par Fabio Capello quand celui-ci entraînait la Roma, le technicien italien décide de le prendre dans son nouveau club, la Juventus, pour 6,5 millions d'euros. Le 30 août 2004, après les Jeux olympiques, il est prêté chez un promu : la Fiorentina afin d'engranger de l'expérience. Chiellini fait ses débuts en Serie A à vingt ans, le 12 septembre 2004 contre l'AS Rome (1-0). Titulaire dans le onze de la Viola, il impressionne et est convoqué en équipe d'Italie après seulement deux mois dans l'élite italien. Le 31 octobre 2004, Chiellini marque son premier but sous ses nouvelles couleurs à domicile face à Lecce (4-0). Il marque deux autres fois en 37 apparitions en championnat lors de l'exercice de la saison 2004-05 : contre Parme (2-1) à la 24e journée et contre la Juventus (3-3) à la 30e journée. Chiellini joue au total 42 matchs toutes compétitions confondues, la Fiorentina se sauve in-extrémis et termine à la 17e place.

### Confirmation à la Juventus (2005-2022)

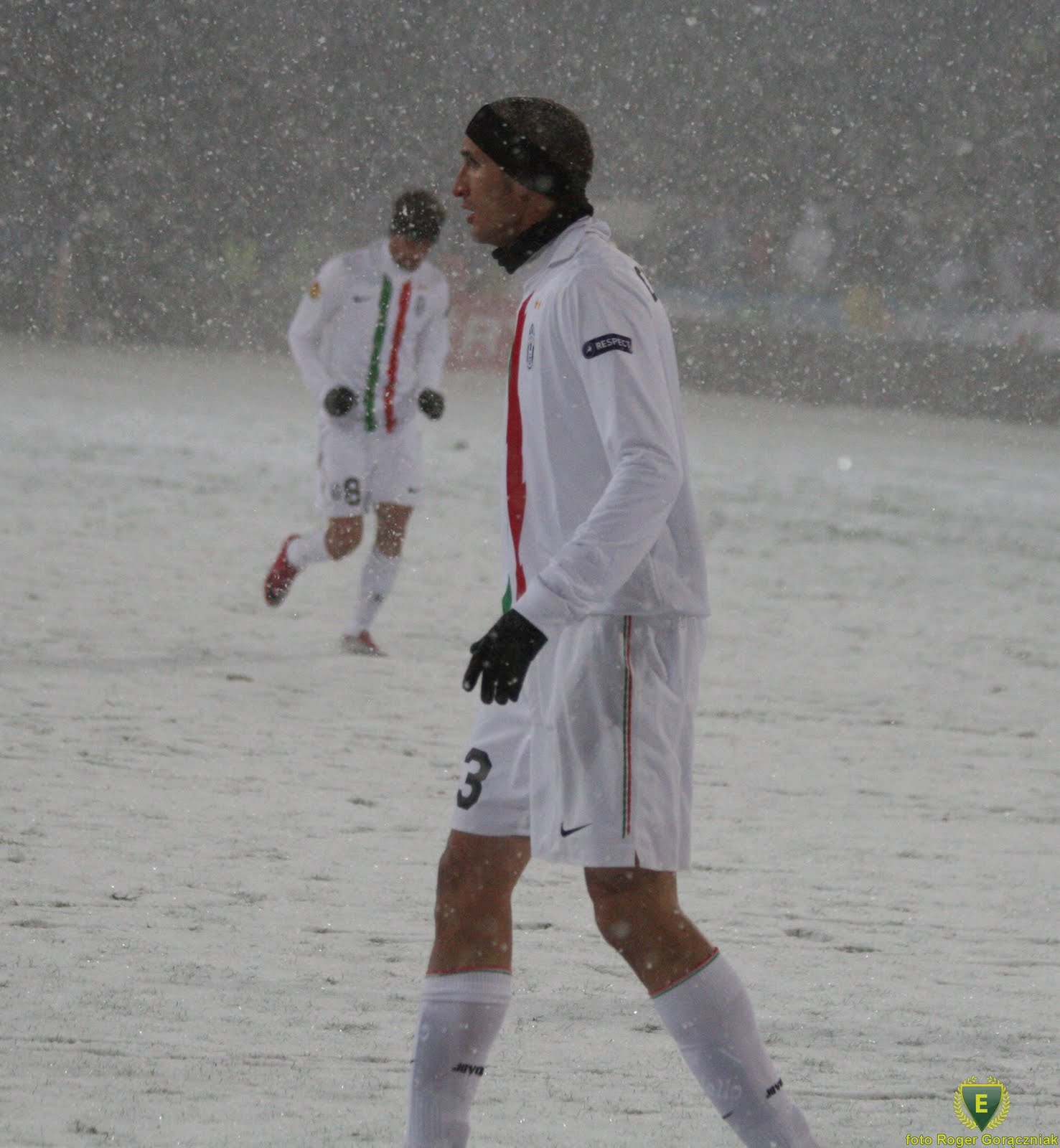
Chiellini en action lors de la rencontre contre le Lech Poznań (1-1) en Ligue Europa

À l'été 2005, à 21 ans, Chiellini retourne à Turin après sa première saison réussie en Serie A. Chiellini doit porter un masque de protection pendant plusieurs mois à la suite d'une fracture du nez survenue lors d'un match amical contre le Benfica Lisbonne en août 2005. Il joue moins en raison de la forte concurrence de Zambrotta et Balzaretti. Après des débuts difficiles, il découvre le haut niveau avec des titularisations contre le Bayern et Arsenal en Ligue des champions puis face à l'Inter Milan, l'AS Rome et le Milan AC en championnat. Chiellini prend part à 17 rencontres de Serie A, aidant ainsi la Juve à remporter son 29e Scudetto. Ce titre est ensuite révoqué à la suite de l'affaire Calciopoli. Le club relégué, Chiellini reste au club malgré le départ de nombreux joueurs.
Après une première saison à la Juventus où il n'est que partiellement utilisé par l'entraîneur Fabio Capello, il devient titulaire sous les ordres de Didier Deschamps en Serie B. Il inscrit son premier but sous le maillot bianconero le 27 août 2006 contre Naples (3-3) en Coupe d'Italie. Le jeune défenseur prolonge son contrat originel de 2009 à 2011, le 12 octobre 2006. À la suite des blessures de Nicola Legrottaglie, Jean-Alain Boumsong et Robert Kovač, il est repositionné en tant que défenseur central par son entraîneur pour quelques matchs. Chiellini signe le premier doublé de sa carrière le 19 mai 2007 sur la pelouse de l'AC Arezzo (1-5) lors de la 39e journée de Serie B. La Juventus remporte le championnat et retrouve l'élite.
Avec le retour de la Juve en Serie A, Chiellini redevient le latéral gauche de l'équipe devant Cristian Molinaro. Le 2 septembre 2007, au cours de la deuxième journée du championnat, il marque le but de la victoire de la tête à la 90e minute dans le match Cagliari-Juventus (2-3). À la suite de la blessure de Jorge Andrade, il est repositionné dans l'axe de la défense turinoise par l’entraîneur Claudio Ranieri. La saison 2007-2008 est l'année de sa révélation, passant définitivement du poste d'arrière gauche au poste de défenseur central et contribuant pleinement à la renaissance du club. Le 27 avril 2008, Giorgio Chiellini marque deux buts lors de la victoire 5-2 de la Juventus sur la Lazio, ce qui permet aux bianconeri d'assurer mathématiquement une place dans les quatre premiers de la Serie A. Il termine la saison avec un total de 32 apparitions et 3 buts. Il est à présent très estimé de la part des tifosi de la Vieille Dame.

Le 26 juin 2008, Chiellini conclut un accord avec la Juventus pour la prolongation de son contrat jusqu'en 2013. Durant la saison 2008-2009, il reste le premier choix en défense centrale aux côtés de Legrottaglie. Le 13 août 2008, il marque son premier but européen contre le FC Artmedia Petržalka (4-0 au troisième tour aller de qualification de la Ligue des champions). Quatre jours plus tard, il se blesse au genou gauche durant le trophée Luigi Berlusconi contre le Milan AC et rate le début de saison. Après trente jours d’arrêts, il retrouve sa place de titulaire et joue les trois premiers matches de la phase de groupes de la Ligue des champions. À la fin de l'année, Chiellini a été nommé défenseur de l'année aux Oscar del Calcio 2008. Le 7 mars 2009, il marque de la tête à la 81e minute le but de la victoire (0-1) dans le derby de Turin. Trois jours plus tard, il est exclu avec deux cartons jaunes lors du match retour du huitième de finale de C1 contre Chelsea (2-2). Avec la défaite au match aller et le nul concédé à domicile, les Italiens sont éliminés. Il est contraint de revêtir une nouvelle fois un masque de protection après une deuxième fracture du nez lors d'un choc avec Gaby Mudingayi en championnat contre Bologne (4-1) le 15 mars 2009. Chiellini inscrit quatre buts en 27 matchs de Serie A, la Juventus termine à la 2e place. Le défenseur turinois dispute 36 matchs avec cinq buts toutes compétitions.

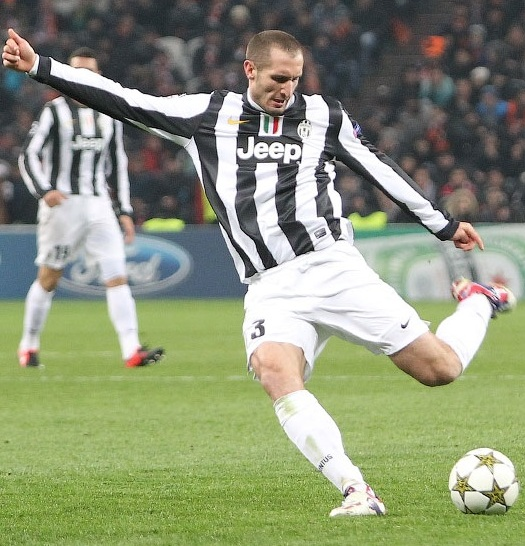
Chiellini sous les couleurs de la Juventus en 2012

Pour la saison 2009-2010, Chiellini est associé à l'expérimenté Fabio Cannavaro en défense centrale. Giorgio marque son premier but de la saison de la tête sur une passe de Diego, à domicile en Ligue des champions contre le Maccabi Haïfa (1-0). Son premier but en championnat arrive le 28 octobre 2009, à domicile face à la Sampdoria (5-1) avec une passe décisive d'Amauri. Le 5 décembre 2009, dans le derby d'Italie contre l'Inter Milan (2-1) pour le compte de la 15e journée, il marque le but initial du 1-0 à la 20e minute. Il doit porter une troisième fois un masque de protection en décembre 2009 après son opération au niveau du nez à la suite d'un heurt avec Nenê. Alors qu'il était un des joueurs les plus réguliers et performants de son équipe, Chiellini se blesse au mollet et râte la dernière journée décisive de phase de groupe de la Ligue des champions contre le Bayern Munich. La Juve perd le match 4-1 et termine à la troisième place. Giorgio Chiellini fait son retour le 6 janvier 2010 contre Parme et offre une passe décisive à Hasan Salihamidžić (match remporté 1-2). Après avoir contracté une blessure à la cuisse gauche lors de la victoire sur la Fiorentina le 6 mars 2010, il est éloigné des terrains durant 19 jours. En son absence, la Juventus concède neuf buts en quatre matchs. Chiellini signe son retour le 25 mars 2010 face à Naples lors de la 30e journée de Serie A en ouvrant le score au stade San Paolo mais ne peut empêcher la défaite 3-1. Le 11 avril 2010, il donne la victoire aux siens en inscrivant son cinquième but de la saison face à Cagliari (1-0). La Juventus finit à la 7e place du championnat et ne joue donc que la Ligue Europa la saison suivante. Chiellini termine sa cinquième saison à Turin avec quatre buts en 32 matchs de Serie A, cinq buts en quarante matchs toutes compétitions confondues.
Giorgio Chiellini est aligné aux côtés de Leonardo Bonucci par Luigi Delneri lors de la saison 2010-2011. Dans le premier match de poule de la Ligue Europa contre le Lech Poznań (3-3) à domicile, il réalise un doublé. Courtisé par le Real Madrid, il prolonge de deux ans son contrat le 23 novembre 2010 et se retrouve donc lié à la Juve jusqu'en 2015. En championnat, il marque son premier but le 12 décembre 2010 dans le match à domicile contre la Lazio de Rome (2-1). Le 24 janvier 2011, il obtient l'Oscar del calcio du meilleur défenseur, aux côtés de Walter Samuel, pour la troisième fois consécutive. Chiellini fête sa 200e apparition sous le maillot de la Juventus à domicile contre l'Inter Milan, remporté 1-0. Le 29 mars 2011, il se blesse à la cuisse droite avec l'équipe nationale et est écarté des terrains pendant environ un mois. Le défenseur turinois fait son retour le 2 mai 2011 dans le match gagné à l’extérieur face à la Lazio (0-1). Il inscrit son deuxième but de la saison en Serie A lors la dernière journée à domicile contre Naples (2-2). Chiellini dispute 43 rencontres au total (32 en championnat) pour quatre buts. La Juventus termine la saison à la septième place, sans se qualifier pour les Coupes d'Europe.
Lors de la saison 2019-2020 Giorgio Chiellini — alors devenu capitaine de l'équipe turinoise — fait partie des leaders du vestiaire prenant l'initiative de renoncer à plusieurs mois de salaire pour aider la Juventus pendant l'épidémie de coronavirus,.
Libre de tout contrat depuis le 1er juillet 2021, le légendaire défenseur central de la Vieille Dame poursuit son histoire d'amour avec les Bianconeri.
Le 11 mai 2022, il annonce qu'il quittera la Vieille Dame en fin de saison. Il aura disputé dix-sept saisons avec la Juventus.

### Fin de carrière au Los Angeles FC (2022-2023)
Après son départ de la Juventus, Chiellini se joint au Los Angeles FC, franchise de Major League Soccer, le 13 juin 2022,. Dès sa première saison en Californie, il décroche avec son équipe le Supporters' Shield 2022 avant de remporter la première Coupe MLS de l'histoire de la franchise en 2022.
Le 12 décembre 2023, il annonce sa retraite.

### Carrière en sélection

#### En équipe nationale jeune
Giorgio Chiellini a joué pour toutes les équipes de jeunes d'Italie depuis les -15 ans. Il remporte le Championnat d'Europe -19 ans en 2003 et finit Bronze aux Jeux olympiques d'Athènes 2004.

#### En sélection A
C'est le 17 novembre 2004, à 20 ans, qu'il fait sa première apparition en azzurro contre la Finlande sous l'égide de Marcello Lippi, sélectionneur de l'époque.
Chiellini est appelé par Marcello Lippi en tant que titulaire pour disputer un match contre l'Écosse en vue des éliminatoires de la Coupe du monde 2006 mais il ne sera finalement pas retenu dans la liste des futurs 23 champions du monde. 

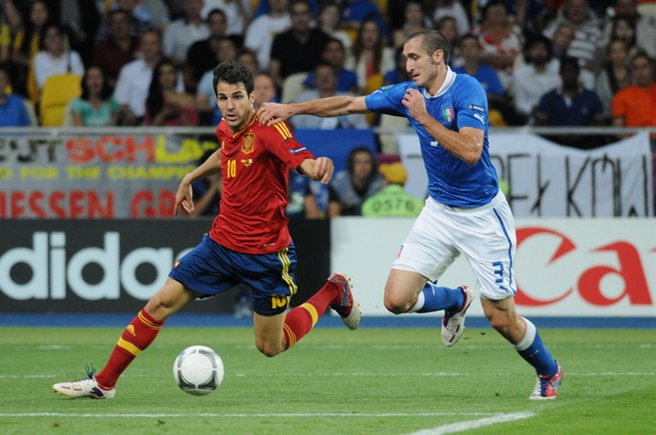
Cesc Fàbregas et Chiellini à l'Euro 2012 final Espagne-Italie

Durant la saison 2007-2008, au vu de ses bonnes prestations en club, Giorgio Chiellini est de plus en plus souvent sélectionné. Il marque son premier but le 21 novembre 2007 contre les Iles Feroés d'une frappe lointaine.
Chiellini fait partie de la liste des 23 joueurs sélectionnés pour l'Euro 2008 établie par Roberto Donadoni.
Pendant un entrainement préparatoire de l'Euro en Autriche, il cause malencontreusement la blessure de Fabio Cannavaro, le capitaine de l'équipe, laquelle empêche ce dernier de participer à la compétition. Il remplace Marco Materazzi en défense centrale de la Nazionale après la défaite contre les Pays-Bas. À partir du deuxième match de cette compétition, Italie-Roumanie (1-1) le 13 juin, il s'impose comme titulaire au sein de la défense de cette équipe d'Italie aux côtés de Christian Panucci. Il dispute les matches suivants, contre la France et l'Espagne, à un excellent niveau, permettant aux cages italiennes de rester inviolées, mais l'Italie est éliminée aux tirs au but contre l'Espagne.
En octobre 2008, il est de retour dans la défense des Azzurri, avec Cannavaro, pour les éliminatoires de la Coupe du monde de football 2010 contre la Bulgarie (0-0) et le Monténégro (2-1). Il est depuis titulaire indiscutable au sein de l'équipe d'Italie. L'année suivante, il est convoqué pour disputer la Coupe des confédérations 2009.  
Chiellini dispute son premier mondial lors la Coupe du monde 2010 où les italiens sortiront dès le premier tour. Deux ans plus tard, il est convoqué pour disputer l'Euro 2012. Cette fois-ci, la Squadra atteindra la finale de la compétition mais s'inclinera lourdement face à l'Espagne.  Il enchaîne en participant à la Coupe du monde 2014, comme en 2010 les italiens sont éliminés dès les phases de poules.  
Il marque son premier but dans un tournoi majeur lors de l'Euro 2016 en ouvrant le score en 1/8e de finale face à l'Espagne. Le 17 novembre 2018, il dispute son centième match avec l'Italie.
Chiellini participe à son dernier grand tournoi lors de l'Euro 2020 qu'il remporte avec l'Italie.
Lors des barrages face à la Macédoine du Nord, l'Italie est éliminée et ne participera pas à la Coupe du monde 2022, au Qatar.
Le 26 avril 2022, il annonce qu'il se retirera de la sélection après une rencontre amicale contre l'Argentine le 1er juin.

### Après-carrière
En janvier 2024, Chiellini rejoint l'encadrement technique du Los Angeles FC.

## Statistiques

### Buts en sélection
Le tableau suivant liste les résultats de tous les buts inscrits par Giorgio Chiellini avec l'Équipe d'Italie.
| Buts internationaux de Giorgio Chiellini | Buts internationaux de Giorgio Chiellini | Buts internationaux de Giorgio Chiellini | Buts internationaux de Giorgio Chiellini | Buts internationaux de Giorgio Chiellini | Buts internationaux de Giorgio Chiellini | Buts internationaux de Giorgio Chiellini |
| 0                                        | Date                                     | Lieu                                     | Adversaire                               | Résultat                                 | Compétition                              |                                          |
| ---------------------------------------- | ---------------------------------------- | ---------------------------------------- | ---------------------------------------- | ---------------------------------------- | ---------------------------------------- | ---------------------------------------- |
| 1er                                      | 21 novembre 2007                         | Stade Alberto-Braglia, Modène, Italie    | Îles Féroé                               | V 3 - 1                                  | qualif. Euro 2008                        |                                          |
| 2e                                       | 18 novembre 2009                         | Stade Dino-Manuzzi, Césène, Italie       | Suède                                    | V 1 - 0                                  | Amical                                   |                                          |
| 3e                                       | 22 juin 2013                             | Arena Fonte Nova, Salvador, Brésil       | Brésil                                   | D 2 - 4                                  | Coupe des confédérations 2013            |                                          |
| 4e                                       | 10 septembre 2013                        | Juventus Stadium, Turin, Italie          | Tchéquie                                 | V 2 - 1                                  | qualif. Coupe du monde 2014              |                                          |
| 5e                                       | 10 octobre 2014                          | Stade Renzo-Barbera, Palerme, Italie     | Azerbaïdjan                              | V 2 - 1                                  | qualif. Euro 2016                        |                                          |
| 6e                                       | 10 octobre 2014                          | Stade Renzo-Barbera, Palerme, Italie     | Azerbaïdjan                              | V 2 - 1                                  | qualif. Euro 2016                        |                                          |
| 7e                                       | 27 juin 2016                             | Stade de France, Saint-Denis, France     | Espagne                                  | V 2 - 0                                  | Euro 2016                                |                                          |
| 8e                                       | 6 octobre 2017                           | Stade olympique de Turin, Turin, Italie  | Macédoine du Nord                        | N 1 - 1                                  | qualif. Coupe du monde 2018              |                                          |

### Par saison
| Saison                | Club                  | Championnat           | Championnat | Championnat | Coupe(s) nationale(s) | Coupe(s) nationale(s) | Supercoupe | Supercoupe | Compétition(s) continentale(s) | Compétition(s) continentale(s) | Compétition(s) continentale(s) | Italie | Italie | Total | Total |
| Saison                | Club                  | Division              | M.          | B.          | M.                    | B.                    | M.         | B.         | Comp.                          | M.                             | B.                             | M.     | B.     | M.    | B.    |
| 2000-2001             | AS Livourne           | Serie C1              | 3           | 0           | 1                     | 0                     | -          | -          | -                              | -                              | -                              | -      | -      | 4     | 0     |
| 2001-2002             | AS Livourne           | Serie C1              | 5           | 0           | 3                     | 0                     | -          | -          | -                              | -                              | -                              | -      | -      | 8     | 0     |
| 2002-2003             | AS Livourne           | Serie B               | 6           | 0           | 1                     | 0                     | -          | -          | -                              | -                              | -                              | -      | -      | 7     | 0     |
| 2003-2004             | AS Livourne           | Serie B               | 41          | 4           | 1                     | 0                     | -          | -          | -                              | -                              | -                              | -      | -      | 42    | 4     |
| Sous-total            | Sous-total            | Sous-total            | 55          | 4           | 6                     | 0                     | -          | -          | -                              | -                              | -                              | -      | -      | 61    | 4     |
| 2004-2005             | ACF Fiorentina (prêt) | Serie A               | 37          | 3           | 5                     | 0                     | -          | -          | -                              | -                              | -                              | 5      | 0      | 47    | 3     |
| 2005-2006             | Juventus FC           | Serie A               | 17          | 0           | 0                     | 0                     | 0          | 0          | C1                             | 6                              | 0                              | -      | -      | 23    | 0     |
| 2006-2007             | Juventus FC           | Serie B               | 32          | 3           | 3                     | 1                     | -          | -          | -                              | -                              | -                              | 1      | 0      | 36    | 4     |
| 2007-2008             | Juventus FC           | Serie A               | 30          | 3           | 2                     | 0                     | -          | -          | -                              | -                              | -                              | 7      | 1      | 39    | 4     |
| 2008-2009             | Juventus FC           | Serie A               | 27          | 4           | 1                     | 0                     | -          | -          | C1                             | 8                              | 1                              | 8      | 0      | 44    | 5     |
| 2009-2010             | Juventus FC           | Serie A               | 32          | 4           | 2                     | 0                     | -          | -          | C1+C3                          | 4+2                            | 1+0                            | 11     | 1      | 51    | 6     |
| 2010-2011             | Juventus FC           | Serie A               | 32          | 2           | 2                     | 0                     | -          | -          | C3                             | 9                              | 2                              | 10     | 0      | 53    | 4     |
| 2011-2012             | Juventus FC           | Serie A               | 34          | 2           | 3                     | 0                     | -          | -          | -                              | -                              | -                              | 13     | 0      | 50    | 2     |
| 2012-2013             | Juventus FC           | Serie A               | 24          | 1           | 0                     | 0                     | 0          | 0          | C1                             | 8                              | 0                              | 8      | 1      | 40    | 2     |
| 2013-2014             | Juventus FC           | Serie A               | 31          | 3           | 1                     | 0                     | 1          | 1          | C1+C3                          | 5+6                            | 0                              | 8      | 1      | 52    | 5     |
| 2014-2015             | Juventus FC           | Serie A               | 28          | 0           | 4                     | 1                     | 1          | 0          | C1                             | 12                             | 0                              | 5      | 2      | 50    | 3     |
| 2015-2016             | Juventus FC           | Serie A               | 24          | 1           | 4                     | 0                     | 0          | 0          | C1                             | 6                              | 0                              | 12     | 1      | 46    | 2     |
| 2016-2017             | Juventus FC           | Serie A               | 21          | 2           | 2                     | 0                     | 1          | 1          | C1                             | 9                              | 1                              | 4      | 0      | 37    | 4     |
| 2017-2018             | Juventus FC           | Serie A               | 26          | 0           | 4                     | 0                     | 1          | 0          | C1                             | 7                              | 0                              | 4      | 1      | 42    | 1     |
| 2018-2019             | Juventus FC           | Serie A               | 25          | 1           | 2                     | 0                     | 1          | 0          | C1                             | 6                              | 0                              | 7      | 0      | 41    | 1     |
| 2019-2020             | Juventus FC           | Serie A               | 4           | 1           | 0                     | 0                     | 0          | 0          | C1                             | 0                              | 0                              | -      | -      | 4     | 1     |
| 2020-2021             | Juventus FC           | Serie A               | 17          | 0           | 4                     | 0                     | 1          | 0          | C1                             | 3                              | 0                              | 10     | 0      | 35    | 0     |
| 2021-2022             | Juventus FC           | Serie A               | 21          | 0           | 3                     | 0                     | 1          | 0          | C1                             | 1                              | 0                              | 5      | 0      | 31    | 0     |
| Sous-total            | Sous-total            | Sous-total            | 425         | 27          | 37                    | 2                     | 7          | 2          | -                              | 93                             | 5                              | 112    | 8      | 674   | 44    |
| 2022                  | Los Angeles FC        | MLS                   | 13          | 0           | -                     | -                     | -          | -          | -                              | -                              | -                              | -      | -      | 13    | 0     |
| 2023                  | Los Angeles FC        | MLS                   | 5           | 1           | 0                     | 0                     | -          | -          | LCC+LCup                       | 2+0                            | 0                              | -      | -      | 7     | 1     |
| Sous-total            | Sous-total            | Sous-total            | 18          | 1           | 0                     | 0                     | -          | -          | -                              | 2                              | 0                              | -      | -      | 20    | 1     |
| Total sur la carrière | Total sur la carrière | Total sur la carrière | 492         | 34          | 48                    | 2                     | 7          | 2          | -                              | 95                             | 5                              | 117    | 8      | 759   | 51    |

## Autres activités et vie privée
Il figure sur la jaquette italienne des jeux FIFA 10 et FIFA 11.
En 2014, Giorgio Chiellini épouse Carolina Bonistalli au sanctuaire de Montenero, à Livourne ; le couple a deux filles, Nina et Olivia.
Le 16 juillet 2010, Giorgio Chiellini obtient une licence en Économie et Commerce à l'Université de Turin avec une note finale de 109/110. Le 7 avril 2017, il obtient une maîtrise en Économie et Commerce avec mention, à l'Université de Turin.
En septembre 2017, Chiellini rejoint le projet "Common Goal" du footballeur espagnol Juan Mata et s'engage à reverser au moins 1% de son salaire à des œuvres de bienfaisance.

## Palmarès

### En club
| AS Livourne - Serie C1 : - Champion : 2002. |  | Juventus FC - Serie A : - Champion : 2012, 2013, 2014, 2015, 2016, 2017, 2018, 2019 et 2020 - Serie B : - Champion : 2007 - Coupe d'Italie : - Vainqueur : 2015, 2016, 2017,2018 et 2021 - Supercoupe d'Italie : - Vainqueur : 2012, 2013, 2015, 2018 et 2020 - Finaliste : 2014, 2016 et 2017 - Ligue des champions : - Finaliste : 2015 et 2017 |  | Los Angeles FC - Supporters' Shield : - Vainqueur : 2022 - Conférence Ouest : - Vainqueur : 2022, 2023 - Coupe MLS : - Vainqueur : 2022 - Finaliste : 2023 - CONCACAF Champions Cup : - Finaliste : 2023 |

### En sélection
Italie
- Championnat d'Europe :
  - Vainqueur : 2020
  - Finaliste : 2012

- Championnat d'Europe -19 ans :
  - Vainqueur : 2003

- Jeux olympiques :
  - Bronze : Jeux olympiques d'Athènes 2004
- Coupe des champions CONMEBOL–UEFA
  - Finaliste : 2022

- Coupe des confédérations :
  - Troisième : 2013

### Individuel
Oscar del calcio AIC :
- Meilleur défenseur en 2008, 2009 et 2010
- Membre de l'équipe type de l'année UEFA en 2017
- Membre de l'équipe type de la Ligue des champions de l'UEFA en 2018